# イブンカ
イブンカは、よしもとクリエイティブ・エージェンシー（吉本興業）に所属していたお笑いトリオ。2014年1月結成、2017年10月解散。ヨシモト∞ホールに出演した。
解散後、小橋川と松間は2018年2月にお笑いコンビ「ジュゴン」を結成し、翌年に解散。テジュはオッパと改名し、イ・ウンジ（東京NSC16期。現在は、日本人のたなか茜との女性コンビ「すまいるJK」で活動）と韓国人どうしのコンビ「コリアンモンスター」を2018年4月に結成を経て、大阪で韓国料理店を経営。

## メンバー
- 小橋川 隆太(こばしがわ りゅうた、1984年8月2日 - ) ボケ(沖縄)担当

沖縄県中頭郡西原町出身。血液型A型。身長：181cm。体重：78kg。
趣味は、お酒、読書。
特技は熟女年齢当て、沖縄弁。
- 松間 雄亮(まつま ゆうすけ、1986年12月5日 - )  ツッコミ(大阪)担当

大阪府高槻市出身。血液型A型。身長：172cm。体重：70kg。
趣味は、映画鑑賞、ランニング。
特技は、セクシーギャグ、マラソン。
- プ・テジュ(ぷ・てじゅ<이문화 부태주>、1986年4月28日 - ) ボケ(韓国)担当

大阪府大阪市出身。日本と韓国で育つ。韓国国籍。
血液型B型。身長：163cm。体重：70kg。
趣味は、麻雀、スポーツ。
特技はラグビー、足が速い。
K-POPが好きである。

## 賞レース成績
- キングオブコント2014 準決勝進出
- 2015年 今宮子供えびすマンザイ新人コンクール 福笑い大賞
- 2015年 丸亀製麺プレゼンツ 丸-1グランプリ 優勝
- M-1グランプリ2017 3回戦進出（出場辞退）[1]

## 単独ライブ
- 2015年
  - 4月18日 「異文化コミュニケーション」(道頓堀 ZAZA POCKET'S)
  - 12月17日 「異文化コミュニケーション2」(道頓堀 ZAZA POCKET'S)